# Duguetia tobagensis
Duguetia tobagensis е вид растение от семейство Annonaceae. Видът е световно застрашен, със статут Уязвим.

## Разпространение
Duguetia tobagensis е ендемичен за Тринидад и Тобаго. Срещан е само в Тобаго.

## Описание
Височината на този вид е неизвестна. Листата са дълги от 6 до 16 см и широки от 2,5 до 6,5 см.